# St. Wigbert (Pferdingsleben)

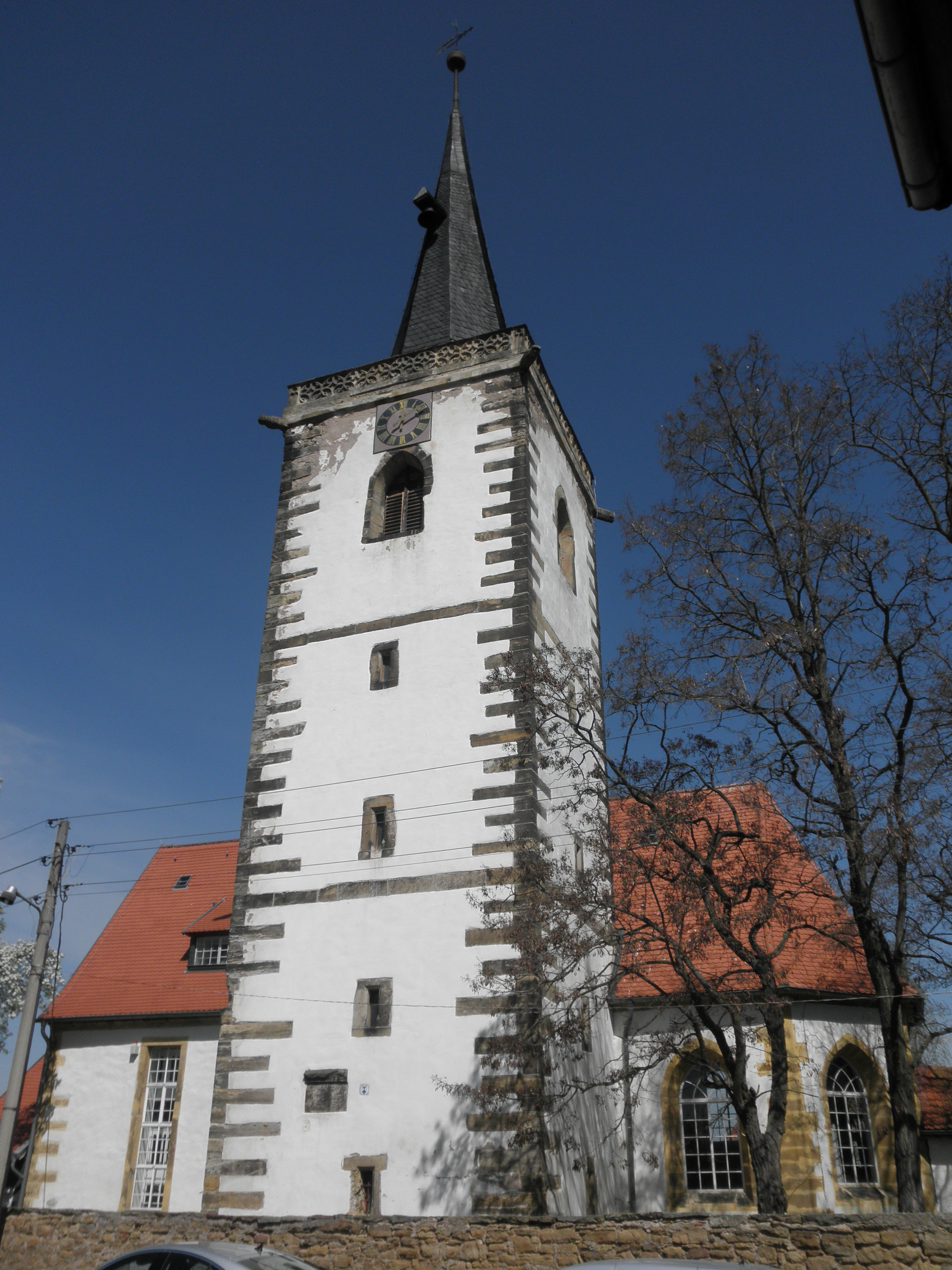
Evangelisch-lutherische Dorfkirche St. Wigbert

Die evangelisch-lutherische Dorfkirche St. Wigbert steht in Pferdingsleben im thüringischen Landkreis Gotha. Sie trägt das Patrozinium des heiligen Wigbert.

## Geschichte
Die Kirche wurde zwischen 1483 und 1485 auf Grundmauern eines Vorgängerbaus aus dem 9. bis 10. Jahrhundert errichtet. Um 1744 und 1745 erfolgten eine barocke Umgestaltung und der Einbau der Emporen und der Kanzel. 1858 wurden die Sakristei am Chor und im Westen Eingangsbereich und Treppenhaus angebaut. Die Kirche wurde nach der Wende 1991 bis 1992 restauriert, woran sich auch die Deutsche Stiftung Denkmalschutz finanziell maßgeblich beteiligte.

## Architektur
Die spätgotische Saalkirche hat einen dreiseitigen Chor. Das Schiff ist von einer Holztonne überspannt. Der Südturm ist quadratisch und hat im Innern Kreuzgratgewölbe. Der Spitzhelm des Turms ist von einer Brüstung mit Blendmaßwerk und Wasserspeiern umschlossen. Die Sakramentsnische im Chor ist bekrönt mit einem Kielbogen mit Kreuzblume.

## Ausstattung
- Deckengemälde im Chor, Verklärung Christi von 1745
- spätgotischer Flügelaltar von 1518
  - Mittelschrein: Marienkrönung zwischen heiliger Margarete und heiliger Katharina
  - linker Flügel: die Heiligen Dorothea, Jakobus der Ältere, Christophorus, Maria Magdalena, Wigbert, Sebastian (v. l. n. r., v. o. n. u.)
  - rechter Flügel: die Heiligen Johannes der Täufer, Bonifatius, Barbara, Paulus, Elisabeth und Bartholomäus (v. l. n. r., v. o. n. u.)
- Taufstein aus dem 13. Jahrhundert

## Orgel
Die Orgel wurde 1847 von den Brüdern Johann Friedrich Heinrich Ratzmann und Johann Heinrich Ludwig Ratzmann gebaut. 1912 wurde das Instrument durch Hugo Böhm umgebaut. Die letzte Restaurierung wurde 2024 durch Orgelbau Kutter abgeschlossen. Sie hat Schleifladen und 23 Register, verteilt auf zwei Manualen und Pedal. Sechs Register sind derzeit vakant. Register- und Tontraktur sind mechanisch. Die Disposition lautet wie folgt:
| I Hauptwerk C–f3 |     |
| Bordun           | 16′ |
| Principal        | 8′  |
| Bordun           | 8′  |
| Hohlfloet        | 8′  |
| Schweizerflöt    | 8′  |
| Gambe            | 8′  |
| Fagara           | 8′  |
| Octave           | 4′  |
| Hohlflöt         | 4′  |
| Gemshorn         | 4′  |
| Quinte           | 3′  |
| Octav            | 2′  |
| Mixtur IV        | 2′  |

| II Brustwerk C–f3 |    |
| Geigenprincipal   | 8′ |
| Gedact            | 8′ |
| Flötetraverse     | 8′ |
| Salcional         | 8′ |
| Hamonica          | 8′ |
| Mandoline         | 4′ |

| Pedal C–d1 |     |
| Subbaß     | 16′ |
| Violonbaß  | 16′ |
| Octavenbaß | 8′  |
| Cello      | 8′  |

- Koppel: II/I, I/P

Anmerkungen
1. 1 2 3 4 5 6  Vakant